# Hashim al-Hachémi
Ne pas confondre avec Hicham al-Hachemi.
Hashim al-Hachémi est un homme politique irakien, figure importante du Parti de la vertu islamique (Hizb al-Fadhila). Après les élections législatives irakiennes de janvier 2005, il occupe brièvement le ministère du Pétrole (en) dans le gouvernement de transition : son administration est marquée par une réputation d'« inefficacité et corruption ».
Le 8 mai 2005, il est nommé secrétaire d'État pour le Tourisme et les Antiquités, poste qu'il conserve jusqu'en mai 2006,.
Aux élections législatives irakiennes de décembre 2005, le Parti islamique de la vertu obtient 15 sièges. Au début de 2010, Hachim al-Hachémi en est toujours dirigeant.
Lors de la laborieuse formation du gouvernement irakien en 2006 (en), le Parti islamique de la vertu revendique le ministère du Pétrole sans l'obtenir ; il se retire de la coalition de l'Alliance irakienne unifiée le 12 mai 2006 en se plaignant de l'ingérence des États-Unis.